# 彩虹小馬 (2010年電視劇)角色列表

《友情就是魔法》所有角色（至第五季）

《彩虹小馬：友情就是魔法》是美國玩具製造及生產商孩之寶基於其彩虹小馬玩具線所製作的電視動畫影集。該劇角色和設定由致力於創造出比以前本系列動畫更有深度、更少性別定性的角色的蘿倫·福斯特所開發，於2010年10月10日星期日在The Hub頻道（於2014年10月重命名為Discovery Family頻道）首播。
劇情主要是一匹名為暮光閃閃/紫悦（英語：Twilight Sparkle）的驕傲獨角獸小馬為執行她導師塞拉斯蒂娅公主/宇宙公主的任務而前往小馬村/小马谷（英語：Ponyville）學習關於友誼的知識。在那裡，她與另外五匹小馬——陸馬苹果杰克/苹果嘉兒和萍琪派/碧琪（英語：Pinkie Pie）、隱藏神駒族小蝶/柔柔【【天馬）】云宝黛西/雲寶及獨角獸瑞瑞/珍奇——成為莫逆之交。這六位常被稱為「主角六馬」（英語：Mane 6）的小馬每都代表著友誼的其中一個要素，在和諧水晶（英語：Elements of Harmony）中各扮演重要角色，不僅要於小馬國四處冒險，惩恶扬善，更需在她們間的互動與衝突中找出不同友誼問題的最佳解決方案。
部分集數亦以暮光閃閃/紫悦的幼龍助手斯派克/穗龍或自稱為「可爱标志童子军/可愛軍團」、致力探索天分以得到可愛標誌的小小馬三馬組——小苹花/苹果麗麗、飞板璐/醒目露露、甜贝儿/甜心宝宝——為主角。「可爱标志童子军/可愛軍團」成員已於第五季「Crusaders of the Lost Mark」一集中成功得到可愛標誌，開始思索如何幫助其它小小馬取得可愛標誌。
不少評論家曾稱讚本劇的角色，亦認為角色是本劇能吸引較年長的粉絲「小馬迷」（英語：Brony）的原因之一。不少背景角色也因影迷的熱議而流行，有的更進一步成為本劇的圈內笑話。本劇亦催生了不少衍生媒體，包括漫畫、兒童讀物等，而衍生電影系列《彩虹小馬：小馬國女孩》則將不少本劇角色化身為人類，並以他們的中学生活為電影設定。

## 主要角色
《彩虹小馬：友情就是魔法》有六位主要角色，被稱為「主角六馬」（英語：Mane Six），通過帶有六個神祕珠寶的和諧水晶認識彼此，並憑藉和諧水晶帶來「不可阻擋的正义力量」，屢次幫助小馬國阻擋威脅。六位主角每位都代表了和諧水晶中的一個元素（同時也是友誼的要素）：魔法（暮光閃閃）、誠實（蘋果嘉兒）、親切（柔柔）、歡笑（碧琪）、慷慨（珍奇）和忠誠（雲寶）。

### 暮光閃閃
- 配音：塔拉·史壯、蕾貝卡·蕭伊凱特（歌曲）（美國）；劉如蘋、林美秀（特別篇《最棒的禮物》）（台灣）；吳小藝（DVD版本）、周文瑛（ViuTV）、林嘉欣（大電影）、楊婉潼 (HOY TV)（香港）；洪海天、牟珈论（大电影）（中國大陸）
- 薰衣草色

暮光閃閃（英語：Twilight Sparkle，形象基於彩虹小馬第一代中名為Twilight的獨角獸玩具，在本劇中是一匹薰衣草色身體、靛青色混和粉紅與紫色相間鬃毛與尾巴的獨角獸，模块:CGroup/My_Little_Pony已處理這一個詞的地區詞轉換，請不要在手動修改-->）。她和助手穗龍及寵物貓頭鷹奥罗威住在小馬鎮的金橡樹圖書館（英語：Golden Oak Library）內。
暮光閃閃在與「主角六馬」四處冒險時常擔任領導角色，並助朋友們化解紛爭。另外，暮光閃閃不聰明，沒有責任心，不熱愛學習，更極驕傲。導演傑森·提森曾描述她是個「有少許强迫症傾向的、神經質的完美主義者」，出現預料之外或自己不能明白的狀況時便容易不知所措，甚至直接崩潰。
暮光閃閃最初是宇宙公主的學生，被公主派至小馬鎮研究、學習並報告友誼的魔法。暮光閃閃在本劇頭兩集中曾堅信知識比友誼更重要，但為完成公主的任務也只能滿懷怨氣地前往小馬鎮。不過在那裡，她很快便和其它五匹小馬成為莫逆之交，並意識到自己和她們（即「主角六馬」）便是和諧水晶的組成元素。暮光閃閃在第三季最後一集「Magical Mystery Cure」。另外，Twilight's Kingdom」中金橡樹圖書館被毀，她被迫改住到拔地而起的「友誼城堡」中。

### 雲寶
- 配音：艾希莉·波爾（美國）；林沛笭（前四季、電影《小馬國少女》）、陳凱莉（第五季起，電影《彩虹搖滾》起）、郭怡心（特別篇《最棒的禮物》）（台灣）；鄭家蕙 (ViuTV)、楊樂瑤 (HOY TV) （香港）；范楚絨（上海）、譚美瓊（廣州）、卫一萌（大电影）（中國大陸）
- 天空色

雲寶（全名：雲寶·黛茜）是一匹天藍色身體、彩虹條紋鬃毛尾巴的飛馬，形象基於彩虹小馬第一代中名為的玩具，名字則基於第三代及第三點五代的一匹追求時尚的同名陸馬。她是個急性子、痴迷於速度與冒險的飛馬。她在本劇最開頭的目標和夢想是加入由小馬國精英飛行員（同時也是雲寶的偶像）組成的團隊「神奇閃電」，並終因自己在前五季中的多次英勇事蹟在第六季「Newbie Dash」一集中如願以償。除了和其它飛馬一同管理小馬鎮的天氣外，雲寶亦會花時間練習不同飛行技巧，其中便包括「彩虹音爆」（英語：Sonic Rainboom）：雲寶在飛速達到能夠突破音障時，便會同時創造音爆與彩虹色調的震波；「The Cutie Mark Chronicles」第一季第23集顯示兒時雲寶首次飛出彩虹音爆時，不僅讓她自己得到了可愛標誌，更同時促使其他五位主角一同獲得可愛標誌。雲寶和裝有螺旋槳的寵物陸龜坦克一同住在名為「Cloudominium」的浮空公寓中；不過根據導演吉姆·米勒，雲寶因不喜歡「久坐不動」，劇中很少出現該地點。浮士德曾提到因為性格上的自大和不負責任，她很難替雲寶設定一個合適的和諧水晶，最後才決定選用能「帶出（雲寶的）正面特質」的「忠誠」元素。
關於雲寶的家庭關係，製作组曾經有過不同的說法。勞倫在2013年的一條推文裡稱，自己想要Firefly作为雲寶的母親。在第三季第十二集雲寶的回憶裡，她站在一隻同樣有着彩虹色鬃毛的公馬頭上等待小馬利亞大賽的主辦地公布。這隻公馬的名字後來在玩具中被確認為Rainbow Blaze。曾經有一位Enterplay的集換式卡牌遊戲設計者聲稱他為雲寶的父親。但是該說法後來遭到了Jim Miller以及Enterplay官方推特等的否認。云宝的父母，波漢夫和溫蒂最终在第七季第七集中登場，這一略帶有爭議性的问题也總算得到了解答。

### 碧琪
- 配音：安卓亞·李柏曼、Shannon Chan-Kent（英语：Shannon Chan-Kent）（歌曲）[註 1]（美國）；蘇肇樺 （前四季、電影《小馬國少女》）、王貞令（第五季起，電影《彩虹搖滾》起）、林沛笭（特別篇《最棒的禮物》）（台灣）；林司聰 (ViuTV)、吳茵 (HOY TV)（香港）；李晔（上海）、譚淑嫻（廣州）、杨鸣（大电影）（中國大陸）
- 粉红色

碧琪（英語：Pinkie Pie；全名：碧琪米娜·黛安·派（英語：Pinkamena Diane Pie））是一匹粉紅色身體、深粉紅色棕毛尾巴的陸馬，形象基於彩虹小馬第三代中的同名玩具，性格——被導演提森形容為「吃糖狂」——則是啟發自第一代名為「英語：」的天馬。她以派對規劃師的身份寄住在一間外觀酷似薑餅屋的、名為方糖角落麵包店（英語：Sugarcube Corner）的糕點店兼糖果鋪內，另外还養有一隻無齒幼短吻鱷嘎米作寵物。即便從小於枯燥的采石场長大，碧琪作為一個喜劇性角色依然生性開朗，活力十足，十分健談，致力於為朋友製造歡樂，常隨時隨地開派對或做出稀奇古怪的行為。不過她有時候缺乏自信、常擔心被他人拒絕，偶爾真的通過「洩氣」自己的像氣球一樣的毛髮來表達自己的洩氣。本劇中絕大部分的幽默都來自碧琪，不少胡言亂語也僅供她使用。她的重複性笑料包括打破第四面牆、「忽然出現在完全想不到的地方」及用她稱之為「碧琪感應」（英語：Pinkie Sense）的直覺、通過抖動身體來預知未來。在早期剧集中，浮士德曾將碧琪描寫得「無拘無束」以解釋對她過於「亢奮」和「沒頭腦」的關注。不過当創意劇組習慣了碧琪的性格和幽默感之後，她便變得「毫無保留的奇特並常徘徊於瘋狂的邊界，同時也產生了她自己的古怪卡通魔法」。

### 珍奇
- 配音：塔碧莎·卓曼、Kazumi Evans（英语：Kazumi Evans）（歌曲）（美國）；蘇肇樺（第一－四季、電影《小馬國少女》）、王貞令（第五季起，電影《彩虹搖滾》起）、陳筱寧（特別篇《最棒的禮物》）（台灣）；曾月娥 (ViuTV)、王夢華 (HOY TV)（香港）；張安琪（上海）、周文瑛（廣州）、周莉（大电影）（中國大陸）
- 白色

珍奇（英語：Rarity）是一匹獨角獸小馬，特徵是白色身體、經常梳理成優雅波浪狀的紫羅蘭色鬃毛與尾巴，臉上有畫眼影並戴著假睫毛。可愛標誌為三顆菱形藍寶石。她手很巧，擅長各種精細的蹄工藝，特別是裁縫，是一位流行設計師與裁縫師，擁有自己的服飾店，并开了两家分店。非常時髦且美麗，對於流行與服飾設計有極大興趣，流行敏銳度高，喜歡幫其他小馬穿搭她自己設計的服裝，並且會幻想可以成為宇宙公主的設計師。有潔癖，無法忍受凌亂或骯髒的事物，因此常常和在蘋果園工作的蘋果嘉兒吵架，但是必要時不介意弄髒自己。思想成熟，甚至有些老氣。她自认为是一位淑女，有時行為儼然是老練的社交達人，能夠輕易周旋於坎特洛特的上流社會，甚至還能帶領潮流，一有機會還會試著讓自己成為注目的焦點。擁有著相當敏銳的觀察力，尤其是對情緒的變化特別敏感。十分敢於表達自己的情感，但有時也會太過于戲劇化，呈現出生動的一面，因此對其他小馬的包容力非常高。她是貝兒的姊姊，對調皮搗蛋的貝兒沒轍，但是相當包容她的各種頑皮的行為，並為她收拾殘局。她一度希望可以嫁給宇宙公主的侄子，直到她真的遇見他，并被他的自負、無禮和以自我为中心戳破夢想。珍奇的魔法有心靈感應、尋找埋在地底鑽石的技能與將事物變得更好、更美麗的能力，她常常為了尋找寶石當作衣服的材料而跑去後山開採。《The Cutie Mark Chronicles》一集（第1季第23集）中，訴說她在一次服裝設計瓶頸時突然被自己的魔法角帶到一塊大石前，而在突然出現的爆破聲中大石被震裂並露出當中的寶石，她把這些寶石用了在自己設計的服裝中，繼而獲得了可愛標誌。她的和諧元素的代表為「慷慨大方」，第一次與暮光閃閃見面就為她打扮，還給她新衣服穿，平時就樂於跟她的朋友分享她設計的服裝。她有一只叫欧泊的波斯貓，但她卻變成了貓奴。

### 蘋果嘉兒
- 配音：艾希莉·波爾（美國）；連婉鈞（前兩季、第五季起，電影《彩虹搖滾》起）、吳貴竹（第三－四季，電影《小馬國女孩》）、張乃文（特別篇《最棒的禮物》）（台灣）；林寶怡（DVD版本）、劉曉樺（ViuTV）、石梓晴 (HOY TV)（香港）；李敏妍、郑凯誉（大电影）（中國大陸）
- 橙色

蘋果嘉兒是一匹橘色身體、亞麻色鬃毛和尾巴的陸馬，形象基於彩虹小馬第一代中的同名小馬。她被形容為是一位「農場女孩」，常頭戴棕色牛仔帽並備有套索，說話帶有美國南方口音。蘋果嘉兒在小馬鎮的蜜蘋果農場工作，負責種植蘋果，常用後腿踹樹幹讓蘋果掉下來。她和奶奶史密夫婆婆、哥哥麥托什（英語：Big McIntosh）、妹妹蘋果麗麗及寵物柯利犬薇诺娜住在一起；另外浮士德曾提到蘋果嘉兒的父母均已去世。她個性誠實可靠，亦是「主角六馬」中最務實的一位，不過有時也相當固執，曾在不少集數中想要獨挑重任，拒接接受幫助。作者贝让曾提到她的蘋果可愛標誌「不僅代表了她的名字，更代表了傳統、尋常的水果中的淳樸和簡潔」。

### 柔柔
- 配音：安卓亞·李柏曼（美國）；林沛笭（前四季、電影《小馬國少女》）、陳凱莉（第五季起，電影《彩虹搖滾》起）、孫欣瑜（特別篇《最棒的禮物》）（台灣）；錢惠玲（DVD版本）、余頴智（ViuTV）（香港）；羅玉婷、李贞（大电影）（中國大陸）
- 黄色

柔柔(英語：Fluttershy)是一匹淺黃色身體、嫩粉紅色鬃毛及尾巴的隱藏神駒族（天角獸），但以飛馬的身份生活。她個性溫柔閑靜，但也很羞怯，有時在面對周遭小馬時展現害羞的一面，儘管她在過度逼迫下會展現出堅強與果斷的一面。可愛標誌為三蝴蝶的圖案。柔柔對動物有強烈的愛與照顧，並且不惜任何代價去幫助動物，但對於龍（不包括幼龍）非常懼怕。她本身擁有能和任何動物溝通的能力，所以就算是那些其他小馬避之唯恐不及的危險生物，柔柔都能毫無阻礙的和牠們打交道，不過或許是因為如此，她對於危險生物的定義和其他小馬不太一樣。虽然她是一個隱藏的神駒族，柔柔較喜歡待在地面，並住在靠近森林的小屋，不住在飛馬大本營雲之城。她具有一個有名的特別技能「瞪眼功」，該技能能令動物對她百依百順（包括那些極端巨大、危險的怪物）。在《Suited for Success》（第1季第14集）一集中，柔柔也展現不輸珍奇的縫紉與流行知識。根據《The Cutie Mark Chronicles》（第1季第23集）一集中的內容，她被一群蝴蝶救起，並且也第一次學會飛行。而在稍後雲寶的音速彩虹使動物受到驚嚇，柔柔在安撫受驚的動物時意外發現自己擁有能和動物溝通的天賦，也促使她獲得了可愛標誌（三蝴蝶）。第四季中展示出不錯的歌喉，本身也很喜歡唱歌，但因為會怯場所以不會在其他小馬面前唱歌。而如果吃下藥草「毒玩笑（Poison Joke）」的話，聲音會變成低沉的男低音，被戲稱為「柔柔男（FlutterGuy）」，曾用此方式帮喉嚨沙啞的麥托什在臺上對嘴演出。她和諧元素的代表為「親切」。她的家裡總是不缺小動物寵物，但最重要的是一名為天使的兔子，天使個性放蕩不羈，但是有時也會幫助、安慰柔柔。柔柔平時非常膽小，總是被欺負當個受氣包，但被惹毛時也會暴跳如雷，尤其在第一季末尾至第二季性格有些劇變，甚至對其他的小馬蹄腳相向。最後成為真正的小馬莉亞統治者。

### 穗龍
- 配音：凱西·薇瑟樂克（美國）；蘇肇樺（前四季、電影《小馬國少女》）、王貞令（第五季起，電影《彩虹搖滾》起）、葉于嘉（特別篇《最棒的禮物》）（台灣）；曾月娥 (ViuTV)、梁瑞芬 (HOY TV)（香港）；羅玉婷（上海）、周文瑛（廣州）、高晗（大电影）（中國大陸）

穗龍是一头綠色脊背的紫色幼龍，基於彩虹小馬第一代和第三代的同名角色，在暮光閃閃參加宇宙公主的學校入學試時作為考試的一部分孵化出來，與暮光閃閃的關係即是姐弟也算得上是母子關係。擔負著暮光閃閃「頭號助手」的身份，並因他的忠誠和幫助暮光閃閃解決問題和學習的能力而得名。他也被描寫為「對珍奇有無可救藥的迷戀，對閃亮寶石有貪得無厭的胃口，並有通過他火焰氣息來傳信的獨特能力」。作者贝让稱在性格、大小、形狀方面，穗龍對於主角六馬來說是個陪襯，可「提供不少機會發展不同的故事線」。他在第二季「Dragon Quest」一集中曾領養了一名為小不點（英語：Peewee）的新生不死鳥，不過後來又於第三季「Just for Sidekicks」一集中把它归还給其家人。浮士德曾將穗龍想象為「一個有好多姐姐的敏感小男孩，而且好像就是跟女孩更處得來」。至於穗龍作為一個住在小馬間的外來者這一身份，梅根·麥卡西提到「他正試著找出他到底是誰。他在這世上除了做暮光閃閃的助手之外還有些什麼角色？我覺得他反應出每個人在自己生命某刻都會感到的想法」。

## 其它角色

### 可愛軍團（Cutie Mark Crusaders）
- 蘋果花/蘋果麗麗（Apple Bloom）

配音員：美國：Michelle Creber 台灣：連婉鈞（前兩季，第五季起） 、吳貴竹（第三、四季）
  黄色
淡黃色陸馬，有著紅色的鬃毛和尾巴，頭上還綁了一個蝴蝶結。蘋果嘉兒的妹妹，常幫助哥哥、姊姊採收蘋果，姊妹感情相當好。軍團中對於可愛標誌出現的狂熱僅次於史卡特。因為活力非常充沛，為了得到可愛標誌時常把姊姊跟主角搞得头脑昏乱。儘管姊妹感情很好，但不喜歡姊姊把自己當小孩看。在可愛軍團中和同伴有時也會互相吐槽。《The Show Stoppers》（第一季第18集）透露她具有美術設計方面的天分，卻一直無視這點甚至羨慕其他小馬的才能而忽略自己的才能。
- 史卡特/飛車璐璐（Scootaloo）

配音員：美國：Madeleine Peters 台灣：蘇肇樺（前四季） →王貞令（第五季起） 香港：林司聰
  橙色
粉紅色鬃毛的橘色飛馬。探險隊中最執著於可愛標誌出現的馬。雖然是天馬，却還沒有學會飛行，因為翅膀有障礙, 這點在第二季終於證實。十分崇拜雲寶，還幫她辦了粉絲俱樂部，甚至希望雲寶成為她的姐姐，但她們在一起時曾出現病態般的情況。《The Show Stoppers》（第一季第18集）透露她有極佳的肢體協調性，很愛踩滑板車（用翅膀進行加速），具有體育與跳舞方面的天分，卻一直無視這點甚至羨慕其他小馬的才能而忽略自己的才能。
- 甜 貝兒（Sweetie Belle）

配音員：美國：Claire Corlett、Michelle Creber（歌） 台灣：林沛笭 （前四季） →陳凱莉（第五季起）
  白色
白色獨角獸，鬃毛和尾巴鬈曲，是淡粉紅和淡紫色相間。珍奇的妹妹。探險隊中對於可愛標誌出現的狂熱不及其他两者。雖是獨角獸，但不擅长魔法（後來在接受暮光閃閃的指導後有成功學會部分基礎的魔法）。雖然偶爾會吵架，但仍很喜歡珍奇，並經常很想幫她，但老是越幫越忙。廚藝不佳，不過在珍奇教導下大有改善，雖然還會把廚房弄得一團亂。貝兒還是跟父母同住並不是和珍奇住在一起，只是常常會跑到珍奇的店鋪裡。《The Show Stoppers》（第一季第18集）透露她具有音樂方面的才能，善於作曲、填詞及唱歌。但害怕上台表演且羨慕其他小馬的才能而忽略自己的才能。
以上三匹小馬在第五季第18集《Crusaders of the Lost Mark》中因為幫助了蒂亞拉了解自己可愛標誌的意義，並決定以此為天職，也正式得到可愛標誌。（都是紫色和粉色的盾牌，中間圖案不一樣）

### 寵物
- 薇諾納（Winona）

是一条母狗，蘋果嘉兒的寵物，和蘋果嘉兒一樣會趕牛。
- 天使（Angel）

是一只白色公兔，柔柔眾多寵物中最常照顧的，個性有點粗魯，咳嗽的聲音很恐怖。在官方漫畫主線系列第二十三卷中領導寵物救援隊拯救了遭到歌聲催眠控制的所有小馬村居民。
天使在溝通時都是用肢體語言，甚至對柔柔也是。
- 伊莉莎嘴嘴（Elizabeak）

在《Stare Master》（第1季第17集）出场，是柔柔小屋院子裡雞舍的住戶之一。
- 歐波（Opalescence）

是一只母貓，珍奇的寵物，外表非常有氣質，但是其實很暴躁，相當嫌棄沒品味的服飾。
- 米米（Gummy）

配音員：美國：Lee Tockar
是一只公短吻鱷，一歲，碧琪的寵物，沒有牙齒，連氣球都咬不破，沒牙齒可能是也年紀太小的關係。
在《Slice of Life》（第5季第9集）中曾短暫有過台詞。
- 菲拉美娜（Philomena）

是一只母鳳凰，宇宙公主的寵物，只在《A Bird in Hoof》（第1季第22集）出現過，擁有不死的屬性，重生之前樣子像一只無毛且病重的雞。
名字來自希臘語，意為「powerful love」（“有力的爱”）。
- 豪爾威斯（Owlowiscious）

是一只公貓頭鷹，暮光閃閃的寵物，同時也是暮光閃閃的第二助理。（實際上是暮光閃閃的夜間助理，因為身為原本的助理的幼龍穗龍需要充足睡眠，所以當暮光閃閃需要熬夜看書時要另一位助理來代穗龍的班）。
- 坦克（Tank）

是一只陸龜/烏龜，雲寶的寵物，速度緩慢。
- 小不點（PeeWee）

穗龍在《Dragon Quest》一集中收養的一只鳳凰幼雛（在之後證實有歸還給原生家庭）。

### 生物
- 精靈飛蠅（Parasprite）

在S01E10《Swarm of the Century》中出場，住在永遠自由森林的一種昆蟲，雖然可愛但食量相當的大，牠們只要一吃東西就會不停地繁殖，繁殖的數量越多破壞力就越大，只有音樂才能指揮牠們。
- 大熊座（Ursa Major）

在S01E06《Boast Busters》中出場，住在永遠自由森林里的一種生物，是由星星組成的大熊，體型巨大到無法想像。
- 小熊座（Ursa Minor）

在S01E06《Boast Busters》中出場，住在永遠自由森林里的一種生物，是大熊座的小孩，雖然年幼但是體型和小馬相比已算相當巨大。
- 四頭龍（Hydra）

在S01E15《Feeling Pinkie Keen》中出場，住在蛙蛙底沼澤的龍，擁有四個頭，而且非常恐怖。
- 雞頭蛇身怪（Cockatrice）

在S01E17《Stare Master》中出場，永遠自由森林的一種生物，它擁有雞的頭和蛇的身體，只要看到它的眼睛就會變成石頭，不過柔柔的瞪眼功可以反過來壓制牠。
- 尖牙鰻魚（Quarray eel）

在S02E07《May The Best Pet Win!》中出場，住在幽靈峽谷的生物，擁有尖銳的牙齒，牠們很不喜歡有東西靠近巢穴。
- 鳳凰（Phoenix）

在S01E22《A Bird in the Hoof》中登場，據說是崇高的魔法之鳥，在飛行時身上會散發出火花，偶爾會褪去身上所有的羽毛並且自燃，然後再從灰燼中重生。
- 風之魔（Windigo）

在S02E11《Hearth's Warming Eve》中出場，是一種在冰天雪地而生的类馬惡魔，他們是靠爭吵与仇恨為生的，他們感到的仇恨越多就會讓冬天變得更冷。
- 柴狼（Timberwolves）

在S03E09《Spike at Your Service》中出場，一種全身由枯木和樹枝組成的野狼，有極強烈的口臭。
- 蝴蝶小馬 （Seabreeze）

配音員：美國：Brian Drummond
在S04E16《It Ain't Easy Being Breezies》中出場，有翅膀的微型类马精靈，能說小馬語言。

### 種族
- 小馬（Pony）

劇中基本種族，分成三大種族，分別為天馬、陸馬、獨角獸，天馬掌控天氣，陸馬專門耕植，獨角獸專研魔法以及文學。
- 龍（Dragon）

個性高傲的種族，食物是寶石，對於他們的歷史，紫悅非常有興趣，因為小馬國裡並無記載相關事物。
- 鷹獅怪（Griffon）

與龍族一樣個性高傲，但缺點是只想到自己，每個覺得自己都是對的，直到紫悅一行人到村裡散播友誼，才懂得互相幫助與理解。
- 犛牛（Yak）

住在遙遠的犛牛斯坦國，個性衝動，說話大聲，很喜歡砸爛東西，唯有這樣發洩情緒。
- 駿鷹/鷹馬（Seapony）

《彩虹小馬大電影》首次登場，半鷹半馬的生物，因風暴王的肆虐關係，必須躲在海底生活，化做小海馬，在第八季時，一種魔法珍珠可以讓他們變回駿鷹，詳情請看第八季。
- 幻形族（Changeling）

妖精與馬的身體，古老種族之一，會古老的變形魔法，因蟲繭女王統治下，幻形族只能靠吸食其他種族的愛為生，被吸收者只會情緒低落等副作用。蟲繭女王被打倒後，開始學會分享愛跟友誼，幻形族不再靠愛為生，他們變得跟其他種族一樣，只需要一般食物為生。
- 麒麟/逆麟（Kirin/Nirik）

第八季首次登場，一種古老的種族，居住在滅絕之嶺，逆麟為他們生氣後的能力，詳情請看第八季。
- 奇美拉（Chimera）

請參詳主要配角：無序。
- 斑馬（Zebra）

請參祥主要配角：可菈。

### 學龄角色
所謂的學龄角色，就是代表未成年小馬。
- 蘋果麗麗（Apple Bloom）

詳見#可愛軍團（Cutie Mark Crusaders）
- 史卡特（Scootaloo）

詳見#可愛軍團（Cutie Mark Crusaders）
- 貝兒（Sweetie Belle）

詳見#可愛軍團（Cutie Mark Crusaders）
- 小淘氣（Snips）

配音員：美國：Lee Tockar 台灣：宋昱璁
是一藍色身體、橙色鬃毛而身材矮胖的獨角獸，可愛標誌為一剪刀，看起來笨笨的。
- 蝸蝸（Snails）

配音員：美國：Richard Ian Cox 台灣：于正昇 →陳彥鈞（第四季起）
是一匹土黃色身體、藍綠色鬃毛而身材高瘦的獨角獸，可愛標誌為一蝸牛，是小淘氣的好朋友，也很喜歡吃紅蘿蔔。
- 蒂亞拉（Diamond Tiara）

配音員：美國：Chantal Strand  台灣：蘇肇樺 （前四季）→王貞令（第五季起）
是一匹粉色身體，淺紫色跟白色鬃毛的陸馬，可愛標誌是鑽石皇冠，千金大小姐個性，驕傲，是銀湯匙的好朋友，常欺負沒有可愛標誌的小馬。在第五季第18集《Crusaders of the Lost Mark》得知其個性是源自母親的说教，其實她並不想這樣。最後蒂亞拉選擇改過自新，選擇了走正確的道路，盡自己所能幫助朋友，最後得到了最珍貴的友誼。
- 銀湯匙（Sliver Spoon）

配音員：美國：Shannon Chan-Kent 台灣：林沛笭 （前四季）→陳凱莉（第五季起）
是一匹灰色身體，白色鬃毛的陸馬，可愛標誌是一支銀色的湯匙，是蒂亞拉的好朋友，在第五季第18集《Crusaders of the Lost Mark》前常一起欺負沒有可愛標誌的小馬，但其實本性不壞。
- 妞妞（Twist）

配音員：美國：Alexandra Carter 台灣：劉如蘋
是一匹白色身體，紅色鬃毛的陸馬，帶著眼鏡，可愛標誌為兩支棒棒糖，很會做糖果。是蘋果麗麗的好友，在可愛標誌出現前和麗麗一樣被蒂亞拉與銀湯匙欺負，因此同病相憐。說話有大舌頭的跡象。
- 皮皮（Pipsqueak）

配音員：美國：William Lawrenson 台灣：連婉鈞
是一匹白色跟棕色斑點身體，棕色鬃毛的小馬，在噩夢夜典的時候喜歡打扮成海盜，《Luna Ecilpsed》一集中，那天是他在小馬村參加的第一個噩夢夜典。
在第五季第18集《Crusaders of the Lost Mark》中，要參與競選學生會長，而蒂亞拉也要和皮皮搶學生會長的位子，可愛軍團決定要幫助皮皮，成功幫皮皮競選到了學生會長。
- 羽量 （Featherweight）

是一匹白色身體，棕色鬃毛的飛馬，可愛標誌為一只羽毛，擅长拍摄八卦。
- 達德 （Skeedaddle）

配音员：美国：Zach Leblanc
是一匹淡钴蓝色身体，亮天蓝色和淡琥珀色鬃毛的独角兽，在第七季第二十一集《Marks and Recreation》中作为可爱军团创办的可爱标志主题营的营员登场。他对俳句有特别的爱好。

### 皇室角色
- 宇宙公主（Princess Celestia）

配音：妮可·奧利佛（美國）；林沛笭（前四季）→陳凱莉（第五季起）、龍顯蕙（大電影）（台灣）；余頴智（ViuTV）（香港）；譚淑英（广州）（中國大陸）
  白色
小马利亚的最高统治者，是創世紀時初擁有永恆生命、同時擁有角和翅膀、身形同等於現實馬匹大小般的神駒族，在全集裡面，全身雪白，頭戴皇冠，擁有长而飘摇的形如絲綢的彩虹鬃毛，是暮光閃閃的老師，可愛標誌為太陽。
根據史書記載，她和妹妹月亮公主以魔法掌控着日月的交替，姊姊掌日，妹妹司月，但是後來妹妹被黑暗力量控制成為噩夢之月（英語：Nightmare moon），故她在迫不得已之下，使用了和諧元素的魔法將其妹囚禁在月球上，並同時承擔日月交替的職責，直至一千年後，噩夢之月回歸，而被暮光閃閃等馬再次用和諧元素淨化，才讓月亮公主再次重歸。
雖然是公主，但仍有一些優雅以外的俏皮性格，在《Ponyville Confidential》一集的小馬村報紙中甚至顯示她狂吃蛋糕盡失儀態的樣子。
第七季證實有著親自下廚的嗜好。
《A Royal Problem》由於和月亮公主彼此互不諒解，結果星光閃耀交換了雙方的可愛標誌。在嘗試夢境管治者工作時，在星光閃耀惡夢中看到自己的邪惡化身黛蕾珂（Day Breaker）。
- 月亮公主/噩夢之月（Princess Luna/Nightmare Moon）

配音：Tabitha St. Germain（美國）；劉如蘋（台灣）；鄭家蕙（ViuTV） （香港）；孟丽（大电影）（中國大陸）
  靛蓝色
宇宙公主的妹妹，全身微微深藍，鬃毛是天藍色（星空的髮絲），頭戴小小的黑色皇冠。
在首度以月亮公主的身分出場時體型同於其他小馬，但是在第二季再度出場後身型高大如其姐（其實是介於一般小馬和其姐之間，相對來說比較接近一般小馬），皮膚深藍近黑，鬃毛顏色變成深藍形如絲綢的樣子，可愛標誌為彎月。
關於其可愛標誌眾說紛紜，有人認為是夜空加上彎月，但也有人認為黑色的部分是其天生的毛色，在《Twilight's Kingdom》中將法力傳到暮光閃閃身上後，消失的僅有彎月。但在《A Royal Problem》中和宇宙公主交換可愛標誌時黑色部分卻一起跑到宇宙公主身上。
最初和姐姐宇宙公主一起司掌日月的交替，但是由於小馬都在夜間就寢造成的孤單轉化為嫉妒而被黑暗力量掌控成為梦魇之月，最後被姊姊囚禁在月球，一千年後，噩夢之月重歸，被主角六马用和諧元素淨化，再度回歸姐姐身旁。
會用坎特洛特皇家的傳統語氣來和其馬民傳達訊息，但嚇著了許多小馬，在《Luna Eclipsed》中擔任主角。
因為被關了一千多年，所以思考模式像上個世紀。說話方式是用貴族的語調和用字，對平民說話幾乎是用吼的，雖然没有惡意。行為脫線，思考單純，卻擁有不對等般強大的力量，一激動就會失控，因此常常造成破壞。
出場與台詞都相當少，卻有與其不對等的人氣。
同時也是夢境的管治者，有時會出現在其他小馬的夢中，小馬睡覺前有壓力和煩惱會作惡夢，她會幫助小馬該如何面對惡夢。
《A Royal Problem》由於和宇宙公主對對方不諒解，結果被星光閃耀交換了雙方可愛標誌。
- 韻律公主（Princess Cadance）

配音：Britt McKillip（美國）；連婉鈞（第二季末、第五季起、彩虹小馬大電影）、吳貴竹（第三～四季）、郭怡心（特別篇《最棒的禮物》）（台灣）；陈杨（大电影）（中國大陸）
  粉红色
全名米阿默卡丹紗公主（Princess Mi Amore Cadenza）。宇宙公主的侄女，雪心的母親，粉紅色身體，紫色、粉色混米色棕毛，可愛標誌為鑲金邊的心型藍水晶，曾在暮光閃閃幼時擔任過其保姆，擁有散撥愛與光明的魔法能力。
官方小說提及她原本是一名飛馬孤兒，後來立下大功後被宇宙公主提拔成神駒族公主。
在《The Canterlot Wedding》跟暮光閃閃的哥哥閃耀盔甲結婚。漫畫講述了她跟閃耀盔甲在高中的戀愛故事，現與閃耀盔甲一起治理水晶帝国。在《The One Where Pinkie Pie Knows》（第5季第19集）中證實已經懷有身孕。
- 閃耀盔甲（Shining Armor）

配音：Andrew Francis （美國）；宋昱璁、何志威（特別篇《最棒的禮物》）（台灣）；黃子麟（ViuTV）（香港）；劉北辰（上海）（中國大陸）
  白色
暮光閃閃的哥哥，白色身體，藍色棕毛，可愛標誌為一面有紫色六角星的盾。
他是軍人出身，在《The Canterlot Wedding》跟宇宙公主的侄女韻律公主結婚。漫畫講述了閃耀盔甲在高中花了很多功夫追求韻律公主的戀愛故事，現與韻律公主一起治理水晶帝國。
- 雪心/凝心雪兒（Flurry Heart）

配音：Tabitha St. Germain（美國）
  粉红色
閃耀盔甲和韻律公主的女兒，是小马利亚建国后第二匹的神駒族，比起一般的新生兒擁有更強大的力量。話雖如此，由於是不懂得控制魔法的新生兒，因此法力相當不穩，隨便一個打噴嚏就可能把牆壁轟出一個大洞，在《The Crystalling》中甚至在哭鬧之餘不慎破壞了水晶愛心，搞得暮光閃閃等馬天翻地覆。
儘管在幼雛寬容咒的效果下抑制了部分法力以防止暴走，但其法力與成年獨角獸相比仍然毫不遜色。
- 柔柔（fluttershy）

詳見#主要角色
一直隱藏著身份，令她變得神秘。
：最後成為整個小馬莉亞的統治者

- 穗龍（Spike）

詳見#主要角色
皇室顧問。

### 重要配角
- 可菈（Zecora）

配音員：美國：Brenda Crichlow 台灣：劉如蘋
一位來自南方大陸的神祕斑馬，並非小馬。臀部的旋渦太陽受争议，不确定是刺青还是可爱标志。身上有配銅環，有些類似東南亞長頸族，住在永遠自由森林內，也因此被小馬們誤解和恐懼，後來和主角六马接觸後，才逐漸被小馬們接受，是個巫醫，擁有高超的醫藥技術，可以輕易治好任何疾病，而且也和暮光閃閃有豐富的自然知識，因此也時常成為危機處理的詢問者，說話的時候擁有奇特的口音，而且喜歡使用有詩意的回答（英文版中，每句话必押韵），因此也讓蘋果嘉兒難以忍受。
- 麥托什（Big Macintosh）

配音員：美國：Peter New 台灣：宋昱璁
  红色
是一匹紅色身體，橘色棕毛的陆馬，可愛標誌是切开的半个绿色蘋果，綽號為「大麥（Big Mac）」，是蘋果嘉兒和蘋果麗麗的哥哥，擁有非常大的力氣，似乎能拉動一間房子，他也非常勤勞，但有點沉默，口頭禪是“沒錯”（Eeyup）。在漫畫中相當受異性歡迎，曾跟月亮公主組隊參加過夏末競技賽。
青少年時期個性相當的聒噪，曾令當時的蘋果嘉兒厭煩不已，但在蘋果嘉兒因為說謊而導致一連串的事件之後，意識到是因為自己太話嘮，而沒有去傾聽過自己妹妹的想法，因此決定改變原有的個性，開始少說多聽，造就了日後的沈默寡言的性格。
私底下有著童心未泯的一面。
在第四季中負責「小馬美聲」的男低音。
在《Hard to Say Anything》中，由於喜歡甜心貝兒，而與其發展出情侶關係。
- 青蘋果奶奶（Granny Smith）

配音員：美國：Tabitha St. Germain 台灣：劉如蘋
是一匹青綠色身體的陸馬，蘋果嘉兒、麥托什及蘋果花的奶奶。
蘋果家族的大家長之一，是除了日月公主以外目前已知最年长的角色。
建立小馬村的重要推手之一，最初為蘋果家族帶來繁榮的「閃電蘋果（英語：Zap Apple）」就是由她在永遠自由森林發現並引進種植的。
名字取自一種同名的澳洲青蘋果品種。
- 小馬村長（Mayor Mare）

配音員：美國：Cathy Waseluck 台灣：劉如蘋
是一匹淡卡其色身體，灰色棕毛的陆马，是小馬村的镇長，可愛標誌為一卷通告單，劇中並沒有提到她的名字，所以一直都是用镇長來稱呼她，會組織小馬村上的各種生活，不過似乎不擅长解決事情。
- 紅蘿蔔蛋糕（Mr. Carrot Cake）

配音員：美國：Brian Drummond 台灣：宋昱璁
方糖角落蛋糕店的老闆，與碧琪關係融洽。
- 杯子蛋糕（Mrs. Cup Cake）

配音員：美國：Tabitha St. Germian 台灣：劉如蘋
紅蘿蔔蛋糕的太太，在《Baby Cakes》一集中生下了兩匹小馬。
結婚前的名字是薄紗螺旋（Chiffon Swirl）。
- 采妮（Cheerilee）

配音員：美國：Nicloe Oliver 台灣：蘇肇樺 （前四季）→王貞令（第五季起）
  洋紅色
是一匹洋紅色身體，淡粉色棕毛的路馬，可愛標誌為三朵微笑的小花，職業是小馬村的小學老師，喜歡看到學生的笑容，是麥金塔什的老朋友，跟暮光閃閃似乎有交情。可愛軍團曾為她找了麦托什來當「一生中的特殊小馬」，而實際上兩人之間確實有點曖昧的情愫。
漫畫中提及她和閃耀盔甲、卡丹絲公主唸同一所高中。
- 特丽克西

配音員：美國：凱斯琳·巴爾 台灣：林沛笭 （前四季）→陳凱莉（第五季起）
  藍色
一匹藍色身體，淡藍色鬃毛的獨角獸，於《Boast Busters》首次登场，是一名巡遊各地表演的魔術師，可愛標誌為月亮與一根魔法杖。愛吹牛，自認是小馬國魔法最強的獨角獸，還自稱是“超偉大又超神奇的崔西”（The Great and Powerful Trixie）。
曾謊稱自己打敗過大熊座，但在小熊座來襲時被揭穿，而羞恨離開小馬村。
在《Magic Duel》一集中再度回到小馬村向暮光閃閃挑戰。她因佩戴了"獨角獸護身符"（Alicorn Amulet）而獲得強大的魔法，並在魔法對決中贏過暮光閃閃，但護符同時也腐化了她的心靈，使她變的邪惡，她除了把暮光閃閃趕出小馬村外，还對村民做了許多壞事，所幸暮光閃閃最後在可菈的幫助下用計讓她摘下了護符。
第二次離開小馬村時，她因自己的作為向暮光閃閃道歉了，還改稱自己為“偉大又歉疚的崔西”（The Great and Apologetic Trixie）。
漫畫中也提及她試圖改過向善，還曾經與蘋果嘉兒等人幫助梅哈頓警方逮捕鑽石大盜。
於《No Second Prances》一集中第三度造訪小馬村時和星光閃耀成為朋友，並在其協助下和暮光閃閃盡釋前嫌。
《To Where and Back Again》中，與星光閃耀、無序等前反派同去前往營救被幻形族捉走的暮光閃閃等馬。
僅管魔法能力非頂尖，但對於魔術表演還是頗有天份的。
- 無序（Discord）

配音員：美國：约翰·德·兰西 台灣：于正昇→陳彥鈞（第四季起） 上海：劉北辰 香港：黃啟明
是一只擁有數種動物特徵的奇美拉，有馬的頭、蝙蝠的左翼、飞马的右翼、馬的鬃毛、鹿的角、獅的右爪、鷹的左爪、一簇白色尾巴、像龍般的蛇尾、蜥蜴的右腿與羊的左腿，身體形狀如蛇一般。
是個愛搞惡作劇的惡魔，討厭规规矩矩的事物，擁有將一切事物如心所慾自由操控（甚至包括太陽、月亮及自己）、無中生有、制造幻覺及隨意改變身型的能力，千年前曾被宇宙公主和月亮公主以和諧水晶封印，但在第二季第一集《无序之灾》掙脫，一度以洗腦的方式破壞了主角六马間的互信使她們無法使用和谐之元，但仍在稍後被恢復友誼的主角六馬封印。
在第三季中應宇宙公主的要求，主角六马試圖讓他改邪歸正，柔柔最後成功取得信任，成為他的第一個朋友。於《Twilight's Kingdom》中受宇宙公主之託去討伐地雷剋，不料竟因為地雷剋慫恿而背叛。但在被奪去魔力、得知自己只是遭到利用，以及目睹暮光閃閃不惜交出三位公主的魔法也要拯救朋友的行為後，进一步理解友誼的真諦，後將地雷剋給他、作為「忠誠與感謝」證明的項鍊轉送給暮光閃閃，間接協助暮光閃閃擊敗地雷剋。此後和主角們正式成為好友。
雖然是喜好渾沌、愛惡作劇的魔王，但本性上其實不壞，個性甚至是相當的單純，曾表示和諧元素中最喜歡的一個是「歡笑」。
對柔柔特別關心，「To Where and Back Again」中聽到公主們被抓時沒有反應，但聽到柔柔被抓卻立時變臉。
在「Discordant Harmony」一集中因為要在茶會給柔柔留一個好印象所以變正常而差點消失。
- 星光閃耀 （Starlight Glimmer）

配音員：美國：凱莉·謝里丹 台灣：王貞令　香港：蔡雁紅
  薰衣草色
第五季開頭的重要反派，是一匹體色為淡紫色，鬃毛和尾巴為深紫色混淡青綠色的獨角獸，擁有優秀的魔法能力，暮光閃閃曾表示星光是她见過最天賦異稟的魔法師，最後成為紫悅的徒弟。
她宣稱小馬之間的差異會導致友誼的破裂，而绝对的平等才是解決之道。所以她利用魔法除去其他小馬的可愛標記，然後用等號標記取代，並以獨裁的手段在邊境建立起一個反烏托邦式的小鎮。其後主角六马向她統治的村落居民揭發了她仍保留自己的可愛標記，她只好落荒而逃。
在《Amending Fences》中曾在坎特拉城默默跟蹤暮光閃閃。
於第五季末使用時光旅行魔法回到過去，打算透過阻止雲寶使出彩虹音爆，从而斬斷六位主角之間的聯繫，但在目睹此舉所造成的各种悲慘未來、以及暮光閃閃發自內心的勸說下，最後放棄改變時空，與暮光閃閃一同回到原先正常而美好的現在，並於第六季首正式成為暮光閃閃的學生。
據其所言，其所作所為源自於幼時的經歷，她唯一的摯友旭日光光因為獲得了象徵魔法的可愛標誌而被送去坎特拉城的魔法學校，而和星光就此分離，此事對年幼的星光造成了相當嚴重的心理創傷，認為是可愛標誌奪走了她的朋友。
於《No Second Prances》一集中和崔西成為朋友，並協助其和暮光閃閃和好。
在《The Crystalling 》一集中與旭日光光和好。
在《To Where and Back Again》中，集合崔西、無序等前反派前往營救被幻形族捉走的暮光閃閃等馬。
在《A Royal Problem》中，被友誼地圖派去解決日月公主之間的友誼問題，但卻不怎麼顺利，最後她在焦躁之餘決定直接調換兩位公主的可愛標誌，讓兩位公主能相互理解彼此的感受。
在《彩虹小馬：小馬國女孩特別篇-鏡子魔法》中和落日霞光相遇並來到人類世界。
- 索拉斯 （Thorax）

配音員：美國：Kyle Rideout 台灣：宋昱璁
第六季十七集《The Times They Are A Changeling》出場的幻形族；曾在水晶帝國救了穗龍，之後便與穗龍成為好友。
雖然身為幻形族，但卻對掠奪愛意的行為感到抗拒，在坎特洛特皇家婚禮攻擊行動中見識到主角六马之間的友誼後，便開始尋找著不靠掠奪而取得愛意的方法，因幻形族的身分，一度被暮光閃閃等馬當成敵方的間諜，後在穗龍出面幫助下取得眾馬的信任。
《To Where and Back Again》中，與星光閃耀、無序、崔西等前反派前往營救被幻形族捉走的暮光閃閃等馬。最後在幻形族學懂分享愛後成為新領袖。同時外觀也有了極大的變化，身體變成彩色（主題是亮綠色），體型也變的更大。

### 神奇閃電（The Wonderbolts）
聚集小馬國諸多優秀飛行員的組織，隊上的成員無一不是頂尖精英，一般主要工作是特技飛行，但同時也是小馬國重要的航空武力。
隊伍的座右銘為：Altius volantis! Soaring higher!（Soaring Higher 翱翔天際）
有著為新人取綽號的傳統，而這個綽號也會被繡在飛行夾克上。

#### 現役隊員
- 電光火（Spitfire）

配音員：美國：Kelly Metzger 台灣：劉如蘋
是一匹黃色身體，火焰色棕毛的飛馬，可愛標誌為翼狀的火焰，也是神奇閃電的現任最高指揮官。
- 飆風（Soarin'）

配音員：美國：Matt Hill 台灣：宋昱璁
是一匹淺藍色身體，深藍色棕毛的飛馬，最初可愛標誌為長著翅膀的閃電，第四季後更改為打散烏雲的閃電，喜歡吃蘋果派。
其制服在臀部有著神奇閃電的隊徽（長著白色羽翼的金色閃電）。
綽號為「剪刀（Clipper）」，起因於他第一天降落時翅膀被旗桿削掉（clip）了一塊。
- 速射狂（Rapidfire）

成員之一，在《Sweet and Elite》一集中花俏公子曾提及他的名字。
- 快程腳（Fleetfoot）

配音員：美國：Andrea Libman
成員之一，是一匹飛得很快，白色鬃毛的淺藍綠色飛馬，可愛標誌為衝刺的藍色馬蹄鐵。在飛行能力方面以高速見長（主要是彌補身形單薄的缺点）。
漫畫中被煙火炸下來時撞上麥托什而對他一見鍾情，可惜被當成腦震盪。
綽號為「扁腳（Flatfoot）」，起因於她第一天降落時誤判，結果一腳踩到電光火的蹄子。
- 火電（Fire Streak）

成員之一，米色與暗橙色相間鬃毛的白色飛馬。
於《Newbie Dash》一集中退休成為全職講師，其位子空缺由身為候補首席的雲寶遞補。
- 迷霧飛（Misty Fly）

配音員：美國：凱莉·謝里丹
成員之一，淺藍色鬃毛的米色飛馬，在顏色上和飛毛腿正好成對比。
在《Rarity Investigates!》中被飆風派去找電光火的兩位隊員之一。
綽號為「小花（Dizzy）」。
- 烈燄（Blaze）

配音員：美國：Tabitha St. Germain
成員之一，淡褐色鬃毛的黃色飛馬。
在《Rarity Investigates!》中被飆風派去找電光火的兩位隊員之一。
- 亢風（High Winds）

配音員：美國：Michelle Creber
成員之一，擁有捲曲深藍鬃毛的天藍色飛馬。
綽號為「口蹄疫（Hoof-in-Mouth）」。
- 驚喜（Surprise）

配音員：美國：Claire Corlett
成員之一，黃色鬃毛的白色飛馬。
綽號為「慢烏龜（Slowpoke）」。
- 雲寶（Rainbow Dash）

詳見#主要角色
後備隊員首席，於《Newbie Dash》一集中由於火電退休，因此遞補成為正式成員。
綽號為「小摔寶（Rainbow Crash）」。

#### 預備隊員
- （Sky Stinger）

配音員：美國：Emmett Hall
是一匹深藍色身體，淺綠色棕毛的飛馬，於《Top Bolt》初登場時為神奇閃電學院的學員。
出生在眾多兄弟姊妹的家族，因此飛行訓練未獲家人重視，在翠兒的暗中幫助下才做出許多高超的特技飛行；因此高估了自己的飛行技能而變的驕傲。
得知翠兒隱瞞實情後對她十分不諒解，所幸在暮光閃閃、雲寶的幫助下重修舊好，並在特訓後提升了飛行實力，成為神奇閃電的預備隊員。
- （Vapor Trail）

配音員：美國：Rhona Rees 台灣：陳凱莉
是一匹米白色身體，淺綠色棕毛的飛馬，於《Top Bolt》初登場時為神奇閃電學院的學員。
是藍天青梅竹馬的玩伴，為家中獨生女。小時候曾靠著製造氣流幫助藍天做出飛行特技，之後便一直擔任僚機的角色幫助藍天。
十分關心藍天的狀況，因此反而有點忽略自己的飛行技巧。後在暮光閃閃、雲寶的幫助下進行特訓，與藍天一同成為神奇閃電的預備隊員。
自稱擁有“最出色的喷嚔聲”（Best sneeze）。

#### 相關人物
- 暴風閃燄（Stormyflare）

配音員：美國：Sidika Larbes 台灣：劉如蘋
在《Rarity Investigates!》中登場，電光火的母親，可愛標誌為火焰色的龍捲風。
極有可能是前神奇閃電成員。
- 乘風騎士（Windrider）

配音員：美國：Jan Rabson
在《Rarity Investigates!》中登場，前神奇閃電成員，灰白色鬃毛及尾巴的水藍色天馬，是長程馬拉松飛行的紀錄保持人，可愛標誌為長翅膀的飛行頭盔。
很喜歡一種被稱為「杜松鳳凰（Juniper Phoenix）」的古龍水。
曾被喻為「活生生的傳奇」，但因為害怕雲寶打破自己創造的紀錄而設局陷害她，意圖使雲寶被逐出神奇閃電，但最後陰謀遭到珍奇揭穿，被電光火剝奪榮譽隊員資格。
- 將軍（General Firefly）

歷史上第一任神奇閃電的隊長，將隊伍命名為「神奇閃電」的就是他。
- 紫飆上校（Colonel Purple Dart）

宇宙公主四年時的神奇閃電隊長。
- 閃現將軍（General Flash）

第十任的神奇閃電隊長。
- 雅飛上將（Admiral Fairy Flight）

曾任神奇閃電第七中隊的隊長。
- 輕盈司令（Commander Easyglider）

神奇閃電歷任隊長之一，是神奇閃電處女秀的飛行編排者，其編排的飛行隊形直至今日依然被神奇閃電所採用。
- 晴空上將（Admiral Fairweather）

現今神奇閃電營區的建立者，推測亦為歷任隊長之一。

### 反派角色
- 噩夢之月（Nightmare Moon）

詳見皇室角色
- 崔西（Trixie Lulamoon）

詳見重要配角
- 無序（Discord）

詳見重要配角
- （Queen Chrysalis）

配音員：美國：凱斯琳·巴爾 台灣：蘇肇樺（第二季）、連婉鈞（第五、八、九季）、王貞令（第六季）
有着黑色身體、歪曲的角、昆蟲的翅膀、乳酪眼的四肢、還有藍色的棕毛，是幻形族的女王，以小馬的愛為食。於《The Canterlot Wedding》中登場，她在婚禮上假扮成卡丹絲公主並且帶領幻形族入侵坎特拉城，但最後被真正的卡丹絲公主與閃耀盔甲的魔法擊敗。
漫畫中抓走了可愛軍團作談判籌碼，引誘暮光閃閃她們進自己地盤，最终被碧琪的伪装服困在了自己的城堡里。但後來在暮光閃閃來視察時騙她放自己出來。
《To Where and Back Again》中再度登場並成功抓走暮光閃閃等公主，最後在幻形族學懂分享愛後依然拒絕改變而離開。
- 森布拉大王（King Sombra）

配音員：美國：Jim Miller 台灣：宋昱璁
全身黑色，紅色角的荒原影魔獨角獸。曾統治水晶帝國的暴君，會使用黑暗魔法。雖然在第三季看似死亡了，但是在第九季被葛羅復活後拒絕與他合作，自行侵略伊古莎、並炸了和諧聖樹後，因著自負仍舊敗陣。漫畫版中對其出身有另類的解讀。
漫畫中出現了一個來自鏡像世界的賢君版黑晶王（Good King Sombra），並與原版的宇宙公主為相戀關係。但由于时空融合进而导致在封印暴君宇宙公主时，正义的宇宙公主也被封印，最终鏡像世界影王净化了两位邪恶公主，但自己却被邪恶力量侵蝕，仍保留自我意識。
- 落日霞光（Sunset Shimmer）

配音員：美國：Rebecca Shoichet 台灣：吳貴竹→連婉鈞(彩虹搖滾開始)
橙黃色身體、火紅色棕毛的獨角獸。為電影《彩虹小馬：魔法公主》中的重要角色，第一集中以反派的身分出場，有想成為公主的野心，所以被宇宙公主開除其學生身份後躲在人類世界。在本劇她偷去暮光閃閃的和諧元素皇冠，意圖統治小馬國，還一度惡魔化卻被众主角制服。
之後她在《彩虹摇滚》中洗心革面成為她們的朋友，對被邪恶力量控制的事物變得非常敏銳，最終站在正義一方得到她內在的真正的魔法--同理心，之後她就開始定期向暮光閃閃提交友誼報告。
在《彩虹小馬：小馬國女孩特別篇-鏡子魔法》中返回小馬國時和星光閃耀相遇。
- 噩夢珍奇（Nightmare Rarity）

於漫畫版登場，珍奇被操控過月亮公主的黑暗力量掌控後變成的姿態，只在漫畫出場過。除了全身變成紫黑色，體形也變大得跟月亮公主相若。
- 地雷剋（Lord Tirek）

配音員：美國：Mark Acheson 台灣：陳彥鈞
是一匹紅皮膚，長兩個黑大角的半人马，幾千年前企圖吞噬全小馬國的魔法，卻被弟弟Scorpan大義滅親而囚在塔耳塔罗斯。爾後趁地獄三頭犬逃脫之際越獄並再度開始竊取魔力，包含四位公主及無序在內，幾乎所有的的魔力都落入其支配之下。但最后，他從Scorpan手中搶去、用來騙取無序信任的金牌吊墜竟成為讓暮光閃閃等馬打倒他的最後關鍵。
- 星光閃耀 （Starlight Glimmer）

詳見重要配角
- （Dr. Caballeron）

配音員：美國：Michael Dobson 台灣：宋昱璁
是一匹灰棕色身體，黑色鬃毛的陆馬。天馬無畏的考古競爭勁敵之一，有許多部下，與水猿之間有寶物交易。
- 閃耀姊妹

電影《彩虹搖滾》中出場的反派海妖團體，她們被白胡子星璇放逐到人類世界，在目睹落日霞光惡魔化及被淨化的過程後，便煽動全高中競爭。原型來自海妖和孩之寶的80年年代動畫芙蓉仙子的反派組合The Misfits。
Adagio Dazzle （暫譯：炫日慢板）
配音員：美國：Kazumi Evans、Shylo Sharity（歌）、台灣：劉如蘋
閃耀姊妹的團長兼主唱，人類形态為黃皮膚橘色捲髮的女生，海妖形态為黃色。個性強勢並充滿計謀，負責海妖三人組的所有計畫。
劇中一開始提到似乎蛮喜歡人類世界。
Aria Blaze （暫譯：烈焰詠嘆）
配音員：美國：Diana Kaarina、台灣：王貞令
閃耀姊妹的團員及合音，人類形态為淡紫色皮膚、紫藍相間雙馬尾的女生，海妖形态為紫色。個性介於Adagio和Sonata中間，經常因為Sonata Dusk的無厘頭發言而和她鬥嘴。
Sonata Dusk （暫譯：幽光鳴奏）
配音員：美國：Marÿke Hendrikse、台灣：陳凱莉
閃耀姊妹的團員及合音，人類形态為淡藍色皮膚、水藍色馬尾的女生，海妖形态為水藍色。個性是海妖三人中最單純的，對玉米麵豆卷和果汁調飲充滿狂熱。
- （Mane-iac）

一匹綠色鬃毛的陸馬。漫畫世界中Power Pony的敵對反派之一，能自由操控鬃毛。原型來自蝙蝠俠的小丑和飛天小女警的蛇杜莎。電影《小馬國女孩》中為電玩遊戲角色，出現在睡衣派對的電玩封面。
- 暗夜紫悅 （Midnight Sparkle/Nightmare Twilight Sparkle）

電影《彩虹小馬：友誼競賽》中出場的反派。是人類世界暮光閃閃原本用自己製作的科學裝置收集魔法進行研究，卻因故被迫強行釋放魔力而遭到反噬形成的面貌。
電影《彩虹小馬：森林的魔法秘密》中在人類暮光閃閃的噩夢中出場並企圖支配她。
- 和煦光流/可欣（Cozy Glow）

配音員：美國：Sunni Westbrook 台灣：劉如蘋
是一只雌性的学龄天马，在第八季剧集“曲线入学”中第一次出场，后来在“废校天劫（上）”和“废校天劫（下）”两集中充当主要反派。她曾经是暮光闪闪在友谊学园的学生，后来由于妄图让小马国的魔力消失而被囚禁于地狱。她有着粉红体色、亮蓝色鬃毛和尾巴、猩红色瞳色，可爱标记是国际象棋中的车。第九季在葛羅的主導下與幻形靈女王、地雷剋等其他反派結盟。
雖然年紀很小卻擁有過人野心，但劇中對於其動機與成長背景尚未有說明。
- 葛羅（Grogar）

配音員：美國：Michael Bell 台灣：宋昱璁
為第九季的主要反派，古代的伊古莎帝王，自稱用了萬年時間慢慢回復力量後把可欣、黑晶王、幻形靈女王和堤銳剋集合起來，一起合作把伊古莎奪回(黑晶王自行退出)。
被可欣、幻形靈女王和堤銳剋吸走魔力後，發現真正身份其實是無序，而動機只想達而一石二鳥地鍛煉紫悅和讓三反派有改過機會。

### 友誼學院
“友誼學院”為紫悅公主於第八季所創立，學生來自不同種族，其中有六名主要學生角色。
- 沙巴（Sandbar）

配音員：美國：Vincent Tong 台灣：宋昱璁
一隻淺綠色雄性小馬，可愛標誌為三隻海龜。十分隨和，和他朋友們的古怪性格構成平衡。同時也是六位中最體貼而懂得三思而後行的。
- 嘉樂斯（Gallus）

配音員：美國：Gavin Langelo 台灣：陳彥鈞
一隻天藍色身體雄性鷹獅怪。早期和其他鷹獅怪一樣沒禮貌而且愛嘲諷，並十分抗拒友誼學園的種種；在和同學們相處了一會後，他變得較為友好而熱情。
在S8E15《The Hearth's Warming Club》一話中確認為孤兒。
- 歐珊（Ocellus）

配音員：美國：Devyn Dalton 台灣：王貞令
一隻淺藍色身體雌性幻形族，由索拉斯做她的監護人。十分好學但個性靦腆，為避免和其它生物進行社交活動並融入群眾，她經常變身成自己附近的生物。
- 尤娜（Yona）

配音員：美國：Katrina Salisbury 台灣：陳凱莉
一隻棕色雌性犛牛，被描绘得兴奋而又笨拙。和其他犛牛一樣喜歡破壞東西。
- 絲葳（Silverstream）

配音員：美國：Lauren Jackson 台灣：連婉鈞
一隻淺粉紅雌性鷹馬，初心皇后的姪女。性格活潑好動，因為小時候大部分時間都是在水下度過的，所以她對世界、自己以及各種各樣從未見識的有好有壞的生物充滿了好奇。而且她對台階十分著迷（主要是因為水裡用不著台階）。
可以使用魔法珍珠的碎片在鷹馬/小海馬之間轉換，此為延續《彩虹小馬大電影》中鷹馬族的設定。
- 莫德（Smolder）

配音員：美國：Shannon Chan-Kent 台灣：劉如蘋
一隻橙色雌性龍，早期和其他龍族一樣固執而熱衷於競爭，和同學們相處了一會後，變得比較友好；表面上冷酷，但內心十分喜歡換裝、化妝和茶會等女孩子氣的活動。
其兄長是常玩弄穗龍的嘉霸。
- 彩樂（Luster Dawn）

配音員：美國：Sabrina Pitre  台灣：連婉鈞
在大結局登場的一隻深粉紅色雌性小馬，紫悅的學生。有如昔日的紫悅不清楚友情有何重要，因為她認為友情會隨著時間變淡。編劇對於究竟她是不是星光和旭日的女兒還未有共識。

### 次要角色
出場次數較少，但在特定集數擔任重要角色。
- 吉妲（Gilda）

配音員：美國：Maryke Hendrikse  台灣：連婉鈞
於《Griffon the Brush Off》登场的鷹狮怪，与雲寶是飞行学校时代的旧识，看不起雲寶以外的所有小马從而在小马村内四处欺凌，因此雲寶與她决裂了一段時間。她在《The Lost Treasure of Griffonstone》再次登場，揭示其自私自傲態度是來自其國民對祖國的衰落、沒有友情、缺乏快樂等元素而自保。最後救回雲寶後與她以及之前欺侮過的碧琪和好。
住在鷹獅石，靠賣司康餅維生，不過成品似乎非常的硬，後來被因此崩斷一顆牙齒的碧琪發現原因出在沒加发酵粉。
- 樹抱抱（Tree Hugger）

是一匹亮綠色身體，紅橘色棕毛的陸馬，在《Make New Friends but Keep Discord》一集中出現，和柔柔在火車上認識，被柔柔邀請參加大奔馳慶典，也因此讓無序產生忌妒。
- 麻煩馬蹄鐵（Trouble Shoes）

是一匹身材高大的陸馬，可愛標誌是一個顛倒的馬蹄鐵，在《Appleoosa's Most Wanted》一集中出現，夢想參加蘋果露沙牛仔大賽，但常因自身的厄運導致大賽出狀況。
- 荷蒂多提（Hoity Toity）

配音員：美國：Trevor Devall 台灣：宋昱璁
是一匹灰藍色身體，藍白色棕毛的陸馬，可愛標誌為一把貴族的扇子，佩戴一副紫色眼鏡，是坎特拉城的時尚界天王。
- （Sapphire Shores）

配音員：美國：Rena Anakwe 台灣：劉如蘋
坎特拉城的流行天后，也是時尚界的明星。
- （Photo Finish）

配音員：美國：Tabitha St.Germian 台灣：連婉鈞
是一匹亮藍色身體，灰色棕毛的陸馬，戴著墨鏡。可愛標誌似乎跟暮光閃閃一樣，是小馬國最流行的時尚攝影師。
- 烙印哥（Braeburn）

配音員：美國：Michael Diangerfield 台灣：宋昱璁、林正騏（特別篇《最棒的禮物》）
蘋果嘉兒的表哥，是住在蘋果露沙的陆马，有一點啰嗦，喜欢带着游客参观他的家乡。
- 小強心（Little Strongheart）

配音員：美國：Erin Mathews 台灣：連婉鈞
是一头母的小水牛，跑的快，也很會做一些特技。
- 橘子阿姨、橘子姨丈（Aunt Orange & Aunt Orange）

配音員：美國：Tabitha St. Germain（橘子阿姨）、Brian Drummond（橘子姨丈）台灣：劉如蘋（橘子阿姨）、宋昱璁（橘子姨丈）
兩匹住在大城市馬哈頓的已婚小馬，可愛標誌分別是一顆橘子跟一顆切片的橘子。是蘋果嘉兒的親戚，過著上流社會的生活。
- 喬先生（Joe）

配音員：美國：Vincent Tong 台灣：宋昱璁
是一匹米黃色身體，咖啡色棕毛的獨角獸，在坎特洛特經營甜甜圈店，和暮光閃閃是舊識。
- 傑賽 & 愛上流（Jet Set & Upper Crust）

配音員：美國：Peter New/Ashleigh ball 台灣：宋昱璁/連婉鈞
在《Sweet and Elite》出現的重要角色，是兩匹已婚的小馬，住在坎特拉城。
- 鳶尾花（Fleur de Lis）

配音員：美國：妮可·奧利佛 台灣：林沛笭
白色身體，粉紅色鬃毛的獨角獸，可愛標誌為三朵鳶尾花，身材高挑，喜歡擺姿勢。
- （Fancy Pants）

配音員：美國：Trevor Devall 台灣：宋昱璁
是一匹白色身體，藍色棕毛的獨角獸，可愛標誌為三個皇冠，在《Sweet and Elite》出現的重要角色，是一非常高貴又重要的小馬。
雖然身處上流社會，但他的態度其實相當和善，不會因為地位高就看不起馬。
- （Filthy Rich）

配音員：美國：Brian Drummond 台灣：宋昱璁
一匹卡其色身體，黑色棕毛的陸馬，是蒂亞拉的父親。
- 高傲富麗（Spoiled Rich）

配音員：美國：Chantal Strand 台灣：劉如蘋、陳凱莉（年輕時）
是一匹橘紅色身體，紫色棕毛的陸馬，結婚前的名字是「嬌嬌蜜兒（Spoiled Milk）」，是蒂亞拉的母親，而且是小馬村小學的委員會會長。
- 蛋糕、南瓜蛋糕（Pound Cake and Pumpkin Cake）

配音員：美國：Andrea Libman（南瓜蛋糕）、Tabitha St. Germian（磅蛋糕）台灣：劉如蘋（南瓜蛋糕）、林沛笭（蛋糕）
杯子蛋糕和紅蘿蔔在《Baby Cakes》一集中生下的兩個小寶寶，他們非常活潑、可愛。甚至還會飛跟使用魔法，可能是因為碧琪的功勞。
- （Flim and Flam）

配音員：美國：Scott McNeil、Samuel Vincent 台灣：宋昱璁
雙胞胎兄弟檔的巡迴推銷員，是在《The Sugar Speedy Cider Squeezy 6000》一集中出現的重要角色，研發高速榨汁機，並以蜜蘋果園為賭注決定要跟蘋果家族比賽做蘋果汁，由於暮光閃閃等馬的中途參戰以及兄弟倆只顧產量不顧品質的緣故，慘敗於蘋果家族。一個的可愛標誌為四分之三個紅蘋果，另一個為四分之一個紅蘋果。第四季又再度在《Leap of Faith》登場改行賣藥，而當再度被蘋果嘉兒揭穿藥是假的之後再次落荒而逃。
於《Viva Las Pegasas》一集中第三度登場，這回兩兄弟誤觸葛萊美的離間計而彼此爭執不下，但在蘋果嘉兒和柔柔的調解下重修舊好並協助她們揭發葛萊美的行為。
- （Cherry Jubilee）

配音員：美國：Sylvia Zaradic 台灣：林沛笭→陳凱莉（第五季起）
是一匹米白色身體，紅色棕毛的小馬，粉紅色眼影，可愛標誌為兩顆櫻桃，是在道奇鎮上的櫻桃農場的老闆。
- （Daring Do）

配音員：美國：Chiara Zanni 台灣：連婉鈞（第二季）、吳貴竹（第四季）、劉如蘋（第六季起）
是一匹茶色身體，黑色加灰色鬃毛的飛馬，在《Read it and Weep》出現，是雲寶最愛看的《天馬無畏》系列小說中的主角，她勇敢、愛冒險，跟雲寶很像。在漫畫版故事是設定其作者是暮光閃閃和閃耀盔甲的母親黎明天幕，但在第四季動畫卻設定其作者A.K.葉琳就是無畏自己，而書中所寫的角色亦真有其馬。
- （Cranky Doodle Donkey，C.D.D）

配音員：美國：Richard Newman 台灣：宋昱璁
是一头老驴子，佩戴假髮，是《The Friend in Deed》出現的重要角色。在《Slice of Life》與玛蒂达結婚，還為郵局沒有把請束寄出的事責罵小呆一頓。
除了玛蒂尔达以外，他不准任何人叫他東東。
- 鋼鐵意志（Iron Will）

配音員：美國：Trevor Devall 台灣：宋昱璁
是一只全身肌肉的人身牛頭怪，經營號稱能矯正懦弱性格的心靈成長課程。
外表強悍且個性強橫，不過其實相當的有禮貌。
- 大廚（Gustave Le Grand）

配音員：美國：Mark Oliver 台灣：宋昱璁
是一鷹獅怪，《MMMystery On Friendship》出現的重要角色。
- ·邁爾德（Mulia Mild）

配音員：美國：Jan Rabson 台灣：連婉鈞
是一头騾子，《MMMystery On Friendship》出現的重要角色。
- 玛蒂达（Matilda）

配音員：美國：Brenda Crichlow 台灣：劉如蘋
是一头騾子，走遍天下所尋找的初戀情人，在「Slice of Life」與暴躁奇結婚，但因忘記安排婚禮一切，加上主角六马正忙著對付入侵小馬村的蟲蟲熊，只好找全小馬村的普通居民打點一切。
- 巴布西西（Babs Seed）

配音員：美國：Brynna Drummond  台灣：劉如蘋
一匹橙褐色，紅色鬃毛的幼馬，是蘋果麗麗住在马哈顿的表姊，於《One Bad Apple》一集中拜訪小馬村時首次登場，該集一開始她與蒂亞拉跟銀湯匙聯合欺負可愛軍團的小馬，蘋果嘉兒後來透露她在梅哈頓也曾因為沒有可愛標誌而受到歧視，最後她取得可愛軍團的諒解並成為其中一員。於《Apple Family Reunion》再次登場。第五季她在信中提及自己得到剪刀的可愛標誌。
- （Lightning Dust）

配音員：美國：Britt Irvin
一匹淡青綠色，橙黃色鬃毛的飛馬。「Wonderbolts Academy」中出場的重要角色，時常對長官出言不遜。由於喜歡自我挑戰，因此爆火對其能力有相當高的評價，但他自我挑戰的途徑卻時常把其他人捲入危險中。而在一次用龍捲風清理雲朵差點讓來探望雲寶的暮光閃閃等馬身陷危險後，雲寶終於忍無可忍向爆火舉報，同時表明「如果這就是神奇閃電的作風的話，那麼我退出」。事後爆火將閃塵給解雇並且將雲寶升階為領頭（原本的領頭是閃塵）。
- （Ms. Harshwhinny）

配音員：美國：Veena Sood 台灣：劉如蘋
是一匹棕橙色身體，米色鬃毛的陸馬。於《Games Ponies Play》首次登場。負責小馬國運動會的籌辦，個性嚴肅但私底下也有溫柔的一面。
- 閃電衛兵（Flash Sentry）

配音員：美國：Vincent Tong 台灣：宋昱璁
電影《彩虹小马：小马国女孩》中出場的重要角色，一匹米色，深藍色鬃毛的飛馬，於水晶帝國擔任皇家守衛，在人類世界的他是一個會彈吉他的藍髮高中生。《Three's a Crowd》為第四季中初次作為背景角色登場，此後也有數次在背景中登場的畫面。
在電影《彩虹搖滾》中提及人類世界的他在暮光閃閃離開後經常打探暮光有沒有回來。
注：紫悦喜欢他，因为在電影末尾闪电卫兵扶紫悦起来时讓紫悦脸红，而当苹果嘉儿在旁边起哄时，紫悦辩解的很不自然。但並無提及喜歡的是人類的閃電衛兵還是飛馬閃電衛兵。
- 檸檬寶石（Lemon Gem）

一匹全身檸檬黃，粉藍色鬃毛的獨角獸。漫畫中卡丹絲公主念高中時的同學，最后成为雄鹿维泽的女友。
- 鑽石玫瑰（Diamond Rose）

一匹玫瑰色鬃毛的白色飛馬。漫畫中卡丹絲公主念高中時的同學。
- （Bulk Biceps）

配音員：美國：Jayson Thiessen、Michael Dobson（後期） 台灣：宋昱璁
一匹白色，金啡色鬃毛，有一對迷你翅膀的肌肉型飛馬，舊稱Snowflake或Roid Rage。
在第二季初登場，總是在背景大叫「Yeah!」，直到第四季才從背景角色變成配角，是神奇閃電的候補隊員之一。意外地怕蝴蝶。
於《Castle Sweet Castle》中提及他在小馬村的美容院裡擔任按摩師。
於《The Big Mac Question》被無序提及與奧塔維亞約會。
- （Prim Hemline）

配音員：美國：Ashleigh Ball 台灣：林沛笭
是一匹灰色身體，粉色鬃毛的陸馬。
- 蘇麗（Suri Polomare）

配音員：美國：Tabitha St. Germain 台灣：劉如蘋
是一匹淡紫色身體，紫色鬃毛的陸馬，可愛標誌為三個鈕扣。在《Rarity Takes Manehattan》首次登場，是梅哈顿的一名裁縫師。在服裝發表會上盜用珍奇的服裝設計。
- 可可（Coco Pommel）

配音員：美國：Cathy Weseluck 台灣：吳貴竹、連婉鈞（第五季起）
是一匹米白色身體，淺藍色鬃毛的陸馬，可愛標誌為一頂紫色的帽子加上紅色羽毛。在《Rarity Takes Manehattan》首次登場，是梅哈顿的一名裁縫師，原為蘇麗的助手。因被珍奇的慷慨感動而決定辭掉工作去追隨自己的目標。在第六季成為珍奇在梅哈顿的服裝分店“珍奇珍品”的銷售員。
名字一般認為取自可可·香奈兒（Coco Chanel）。
- 金蒂美美（Goldie Delicious）

配音員：美國：Peter New 台灣：林沛笭（第四季）、連婉鈞（第七季）
是一橘黃色，奶油白色棕毛的陸馬，很喜歡收養小動物，是蘋果嘉兒的表姨婆。
- 乳酪三明治（Cheese Sandwich）

配音員：美國：怪人奧爾
一穿黃色T裇，咖啡色曲鬃毛的橙色陸馬，《Pinkie Pride》的主要角色。起初被碧琪當作搶其派對高手地位的競爭對手，但事實上他是視碧琪如恩師的（當初讓他發現自己派對小馬天賦的就是碧琪）。
有網友推測造型來自配音員「怪人奧爾」揚科維奇。
- 靜夜耀芒（Night Light）

配音員：美國：Andrew Francis 台灣：陳彥鈞
靛藍色鬃毛的藍色獨角獸，暮光閃閃和閃耀盔甲的父親。
- 黎明天幕（Twilight Velvet）

配音員：美國：Tara Strong  台灣：劉如蘋
有著灰紫相間鬃毛的白色獨角獸，暮光閃閃和閃耀盔甲的母親，鬃毛與尾巴的造型和暮光閃閃十分相似。
配色源于第一代彩虹小馬裡的Twilight。
- （Trenderhoof）

配音員：美國：Doron Bell
一匹金黃色鬃毛，戴眼鏡的小馬。《Simple Ways》的主要角色。旅遊作家，珍奇的迷戀對象，對蘋果嘉兒一見鍾情。
- （Sassy Saddle）

配音員：美國：凱莉·謝里丹 台灣：劉如蘋
橘色鬃毛的天藍色獨角獸，是坎特拉旋轉木馬精品店的店長。
- 茉兒/灰琪（Maud Pie，全名為Maudalina Daisy Pie）

配音員：美國：Ingrid Nilson 台灣：連婉鈞（第五季起）
紫灰色直長鬃毛的小馬，碧琪的姐姐。《Maud Pie》的主要角色。專攻石頭學學位，生活和興趣大多跟石頭有關。
看上去面無表情，其實只是感情表現變化不大，從外表難以看出，但碧琪可以分辨。身體能力極強，甚至可以說誇張。能輕易把大石拋上天或打碎。
由於外形和《The Cutie Mark Chronicles》中碧琪的姐姐不符，所以有網民推測她是表姐。其實在《Pinkie Pride》曾出現在碧琪的相片中，但卻沒有出現在《The Cutie Mark Chronicles》。
值得一提的是，派家族的小馬都擁有把石頭當成食物吞食的能力。
出乎意料地跟珍奇相處不錯。
- 達波鑽石（Double Diamond）

配音員：美國：Brian Drummond
於《The Cutie Map》中登場，渾身雪白色的陸馬，擅長滑雪。
屁股上和村子裡的小馬一樣是黑色等號标志，而真正的可愛標誌是三朵雪花。
原本似乎是星光閃耀的心腹之一，但在柔柔揭穿星光還保有自己的可愛標誌後，毅然決然與村子裡的小馬一起反抗星光，並且在暮光閃閃等眾馬的協助下拿回可愛標誌。
- 舒歌貝兒（Sugar Belle）

配音員：美國：Rebecca Shoichet 台灣：劉如蘋
於《The Cutie Map》中登場，櫻桃紅鬃毛的淡紅色獨角獸，是少數對星光的方針存有疑虑的小馬之一。
屁股上和村子裡的小馬一樣是黑色等號标志，而真正的可愛標誌是有放櫻桃的杯子蛋糕。
原本擅長烘焙，但在失去可愛標誌後只能做出連碧琪都難以下嚥的瑪芬，所幸最後在暮光閃閃等眾馬的協助下拿回可愛標誌。
在《Hard to Say Anything》中與麥托什發展出情侶關係。
- 派對飛飛（Party Favor）

配音員：美國：Sam Vincent 台灣：宋昱璁
於《The Cutie Map》中登場，深藍鬃毛的水藍色獨角獸，是少數對星光的方針存有疑虑的小馬之一。
屁股上和村子裡的小馬一樣是黑色等號标志，而真正的可愛標誌是造型氣球。
原本擅長做造型氣球，但這項才能隨著失去可愛標誌而遭到封印，所幸最後在暮光閃閃等眾馬的協助下拿回可愛標誌。
- 夜翔（Night Glider）

配音員：美國：Rebecca Shoichet 台灣：連婉鈞
於《The Cutie Map》中登場，白色鬃毛的靛藍色飛馬，是少數對星光的方針存有疑虑的小馬之一。
屁股上和村子裡的小馬一樣是黑色等號标志，而真正的可愛標誌是音波與弦月。
因為失去可愛標誌而無法完整發揮其飛行的天賦，所幸最後在暮光閃閃等眾馬的協助下拿回可愛標誌。
- 米妞葉（Minuette）

配音員：美國：Rebecca Hussain 台灣：陳凱莉
藍色身體、深藍色與灰色相間鬃毛的獨角獸，是暮光閃閃過去在坎特拉城的朋友之一，可愛標誌為沙漏。
在卡丹絲公主結婚時是其伴娘之一。
- （Lemon Hearts）

配音員：美國：Ashleigh Ball 台灣：連婉鈞
鮮黃色身體與青綠色鬃毛的獨角獸，是暮光閃閃過去在坎特拉城的朋友之一，可愛標誌為三顆愛心。
目前在坎特洛特皇宮工作，負責許多大型活動。
- 閃耀星光（Twinkleshine）

配音員：美國：Tabitha St. Germain 台灣：陳凱莉
粉紅色鬃毛的白色獨角獸，是暮光閃閃過去在坎特拉城的朋友之一，可愛標誌為三顆水藍色星星。
聽說當她聽到暮光閃閃成為友誼公主時，把嘴裡的燕麥粥都噴出來。
在卡丹絲公主結婚時是其伴娘之一。
- （Moondancer）

配音員：美國：Kazumi Evans 台灣：連婉鈞
紫紅相間鬃毛、米色身体的獨角獸，是暮光過去在坎特拉城的朋友之一，可愛標誌為黑色弦月與三顆紫色十字星。
和過去的暮光閃閃專注於知識而忽略友誼。過去曾辦過派對試圖敞開心房（第一季第一集開頭），但暮光閃閃的缺席對她造成相當沉重的打擊再也不願意接觸友誼。後在暮光閃閃的勸說及道歉下重新開始結交朋友。
鬃毛與尾巴的造型和暮光閃閃如出一轍，但在暮光閃閃於派對缺席時便將平整垂下的瀏海綁成沖天炮。
- ·派&雲雲石英（Igneous Rock Pie & Cloudy Quartz）

配音員：美國：Terry Klassen、Andrea Libman 台灣：宋昱璁/陳凱莉
碧琪的父母，也是采石场的主人。
父親為棕色身體，灰色棕毛帶著小禮帽的陸馬，可愛標誌是十字镐。
母親為淺灰色身體，碧綠色棕毛帶著眼鏡跟珍珠項鍊的陸馬，可愛標誌是三颗石英。
- ·派（Marble Pie）

配音員：美國：Ingrid Nilson 台灣：陳凱莉
碧琪最小的妹妹，只比碧琪晚出生幾分鐘，是一匹灰綠色身體，橄欖綠鬃毛的陸馬，可愛標誌是三颗大理石。
個性跟柔柔一樣害羞，但更怕生，對麥托什有好感。
- ·派（Limestone Pie）

配音員：美國：Ingrid Nilson 台灣：劉如蘋
碧琪最大的妹妹，是一匹暗灰色身體，淺灰色棕毛的陸馬，可愛標誌是萊姆加上兩颗石灰石。
個性野蠻粗暴，對於守護家族的巨石有強烈的執著，但似乎很聽碧琪的話。
- 美聲天籟女伯爵（Countess Coloratura）

配音員：美國：Lena Hall 台灣：陳凱莉
小馬國最著名的流行歌星，名氣甚至在藍寶雪兒之上。
本名為美聲天籟（Coloratura），美聲天籟女伯爵為她的藝名。
是蘋果嘉兒的兒時朋友，其綽號「籟籟（Rara）」也是她取的。
- （Sunburst）

配音員：美國：Ian Hanlin  台灣：陳彥鈞
是匹陽光色身體、橙紅色棕毛的獨角獸，星光閃耀的青梅竹馬，現居於水晶帝國。
據星光所言，是匹對魔法非常在行的獨角獸，由於獲得象徵魔法的可愛標誌被送去坎特拉城的魔法學校讀書和星光閃耀分開造成她極為嚴重的心理創傷。
實際上雖然有魔法的天賦，卻沒有如星光所言般成為巫師，原因在於本身其實非常不擅於施法。話雖如此，但對於魔法相關知識的理解卻十分的淵博，甚至在暮光閃閃之上。
於漫畫《魔法傳奇系列》研究星璇白鬍智者留下的傳說記錄。
- （Princess Ember）

配音員：美國：Ali Milner 台灣：陳凱莉
在第六季《Gauntlet of Fire》登場，龍族國王火炬的女兒。
不顧父親的反對私下參與新任龍王的選拔比賽，後在比賽中因落水被穗龍給救起。
原先認為“龍族從不需交朋友”，後來與穗龍合作下贏得競賽，成為新任龍王，同時在過程中也了解友誼的重要性。
- （Zephyr Breeze）

配音員：美國：Ryan Beil 台灣：宋昱璁
柔柔的弟弟，是一匹亮綠色身體，黃色鬃毛的飛馬，可愛標誌是風，在第六季正式登場。
在《Flutter Brutter》這集中，因沒在美髮學院認可畢業因此回家依賴父母，還被姊姊柔柔給逼去找工作。
個性上看似好吃懶做又不切實際，但其實是因為他過度畏懼失敗而不去繼續努力，最後在雲寶跟柔柔的開導下釋懷並且成功從美髮學院畢業。
- 美食家萊絲蒂（Zesty Gourmand）

配音員：美國：Fiona Hogan 台灣：劉如蘋
是一匹灰白色身體，白色棕毛的獨角獸，是坎特拉城的美食評鑑家，被珍奇和碧琪認為有奇怪的怪癖，是指她所謂要求的美食藝術，任何新開張的餐廳或店家都要經過他的評價才可存活，都會在餐廳上給上三個馬蹄鐵作為評價，就是星級的意思，在第六季《Spice Up Your Life》登場。
- 瑪莎（Saffron Masala）

配音員：美國：Diana Kaarina 台灣：連婉鈞
是一匹橘黃色身體，咖啡色棕毛的獨角獸，可愛標誌是紫色牽牛花，和父親一起經營好口味餐廳，因為餐廳一直沒有客人光顧，父親的負面心態跟她再度合不來，結果是她製作小時候跟爸爸一起煮的芳香麵，讓父女倆回想經營餐廳的願望，在第六季《Spice Up Your Life》登場。
- （Coriander Cumin）

配音員：美國：Lee Tockar  台灣：陳彥鈞
是一匹橘黃色身體，棕色棕毛的獨角獸，可愛標誌是飯碗，瑪莎的父親，好口味餐廳的老闆，在第六季《Spice Up Your Life》登場。
- 潘潘（Quibble Pants）

配音員：美國：Patton Oswalt 台灣：陳彥鈞
土黃色身體，黑色鬃毛的陸馬，可愛標誌是一個對話泡泡。於《Stranger Than Fan Fiction》登場。
和雲寶同為天馬無畏小說的忠實粉絲，但不相信天馬無畏真實存在，因此與雲寶發生爭執。直到與雲寶、無畏展開一場意外的冒險後才相信為真。
是匹非常多話的公馬，連到片尾曲都一直在說話。
- 佳比艾拉（Gabriella）

配音員：美國：Erin Mathews 台灣：劉如蘋
於《The Fault in Our Cutie Marks》登场的鷹獅怪，劇中一般簡稱佳佳（Gabby）。
個性開朗且樂於助人，希望將歡樂散播給冷漠的鷹獅怪但不太成功。
因目睹雲寶和碧琪與吉尔达解決友誼問題的過程，認為小馬的可愛標誌是幫助他人的關鍵，便來到小馬村尋求可愛軍團的幫助，希望能獲得可愛標誌。
儘管因為自身種族的限制而未能成功，但其樂於助人的表現仍受到可愛軍團的認同，並送給她一個木製的可愛標誌徽章，同時也成為可愛軍團的一員。
- 葛萊美（Gladmane）

配音員：美國：Jim Byrnes  台灣：陳彥鈞
紫色身體，銀白色鬃毛的陸馬。於《Viva Las Pegasus》登場。
是拉斯飛馬（Las Pegasus）一間渡假村的所有人，為了使工作人員永久為他工作（其中包括胡言亂語兄弟檔）便煽動他們爭執。最後由蘋果嘉兒、柔柔與胡言亂語兄弟用計來揭穿他的計謀。
- 藍天（Sky Stinger）

詳見#神奇閃電（The Wonderbolts）
- 翠兒（Vapor Trail）

詳見#神奇閃電（The Wonderbolts）
- （Bright Macintosh）

配音員：美國：Bill Newton  台灣：宋昱璁
淡黃色身體，赤色鬃毛的陸馬，可愛標誌是一個中心發光的青蘋果剖面，是蘋果嘉兒、麦托什及蘋果花已故的父親。
由於喜歡上彼此家族互相對立的，在歷經重重難關後終於修成正果。
結婚時彼此一同種下的梨子及蘋果樹最後枝枒交纏在一起，成為紀念這段愛情的象徵。
- （Pear Butter）

配音員：美國：Felicia Day  台灣：陳凱莉
淡橙色身體，深橘色鬃毛的陸馬，可愛標誌是一罐梨子奶油，綽號為「金鳳花（Buttercup）」，是蘋果嘉兒、麦托什及蘋果花已故的母親。
由於喜歡上彼此家族互相對立的，在歷經重重難關後終於修成正果。
結婚時彼此一同種下的梨子及蘋果樹最後枝枒交纏在一起，成為紀念這段愛情的象徵。
- （Grand Pear）

配音員：美國：William Shatner  台灣：陳彥鈞
土色身體，灰白色鬃毛的陸馬（年輕時是棕色），可愛標誌是一顆梨子，是蘋果嘉兒、麦托什及蘋果花的外祖父亦是佩兒的父親。
過去由於和青蘋果奶奶之間互相競爭生意，進而演變成家族間的對立。對於女兒佩兒選擇嫁入蘋果家感到不諒解因而分道揚鑣，在多年後則對沒有多了解自己的女兒佩兒感到自責。
- 蕾蕾（Autumn Blaze）

配音員：美國：Rachel Bloom  台灣：劉如蘋
是一隻雌性麒麟，她在S8E23“寂靜之聲”（Sounds of Silence）首次登場，十分健談話多得停不下來，與其他麒麟完全不同。（麒麟們曾是十分友善而熱愛交際的生物，但在一場爭吵後，怒火意外導致村落被燒毀。於是麒麟們便全都趟過沉默之溪，封鎖各自的嗓音與情緒，好讓爭吵不再發生。），後來在柔柔與蘋果嘉兒的幫助下重新使麒麟恢復情緒。

### 背景小馬
為在各集中作為背景陪襯的小馬，這些角色鮮少有特定劇情或對白，但反而給同人創作更多的發揮空間，因此許多角色在同人界中異常活躍。
在第5季第9集（總集數100集）《Slice of Life》中，劇組打破常规，由背景小馬擔任主要角色。
- 小呆/玛芬（Derpy Hooves/Muffins）

配音員：美國：Tabitha St. Germain 台灣：劉如蘋、孫欣瑜（特別篇《最棒的禮物》）
颜色：  鼠色
是一匹灰色身體，金毛的飛馬，可愛標誌是七顆大小不一的半透明氣泡。舊稱Ditzy Doo，同人六主角之一。在官方玩具及周邊商品以她愛吃的藍莓玛芬稱作Muffins。
在第一季第一集某一幕因為作畫失誤，她的眼睛被畫成左右不對稱，卻因此意外獲得極高人氣，後來此設定也被沿用下來。傻氣卻慈祥的性格令她深得粉絲的熱愛，然而在第二季第十四集的表現卻被部份家長誤會歧視智障人士。在同人創作中常被設定與蹄博士是夫婦關係（並在「Slice of Life」中被官方認可）。
漫畫中職業是郵差，但動畫中她曾作過搬運工，後來才轉工。
在第四季和電影《彩虹小马：小马国女孩－彩虹摇滚》中她的出場非常多，甚至還有她和其他人吵架和彈奏音樂的鏡頭，而且她還是樂團主唱。
《Slice of Life》中再次有對白，因印錯暴躁奇與玛蒂达的婚禮請柬而被臭駡，後為賠罪而拿了蹄博士的無火焰煙火裝飾婚禮。
- 神秘博士/蹄博士（Doctor Hooves）

配音員：美國：Brian Drummond 台灣：宋昱璁
是一匹棕色身體，深棕色皮毛的陸馬，可愛標誌是一只沙漏。由於其外形頗像神秘博士的第十任博士，粉絲都愛稱Doctor Whooves。在BBC准許孩之寶使用Doctor Hooves名字前，官方曾稱他為Time Turner。而他在本劇裡真是一名科學家，有著與TARDIS2005-2011年內部裝潢近似的實驗室。
在《Slice of Life》因為壞脾氣與瑪蒂達的婚禮而意外發現無燃煙火的施放方式。
同人六主角之一。
- 提琴姬/奧塔薇亞（Octavia Melody）

配音員：美國：Kazumi Evans
是一匹灰色身體，深灰色皮毛的陸馬，個性優雅的大提琴演奏家，與黑膠刷盤合住。
常常用行動默默吐槽。有時有些受不了黑膠打碟，不過兩人的感情依舊很好。在第五季第九集確認有倫敦口音（有些同人去除了此設定）。
同人六主角之一。
在《彩虹小马：小马国女孩－彩虹摇滚》能看到她用大提琴跟彩虹搖滾樂團比拚，不過不幸落敗，並在該電影中第一次有對白，不過仍然是吐槽。
- 黑膠刷盤/維尼爾·斯庫奇（Vinyl Scratch）

又名DJ小馬。是一白色身體，藍毛洋紅色眼的獨角獸，個性奔放的電子音樂DJ。太陽眼鏡和散亂毛髮是其最突出的特徵。不少同人中把她和奧特莉亞放在一起。
與奧塔薇亞相反，在同人中被刻畫的比較不拘小節，健忘，且常常整奧塔薇亞，但是對於友誼十分重視，也希望奧塔薇亞可以不要太嚴肅。
經常戴著耳機行動，因此有時會闖出一些禍來。
由於耳機裡面放的音樂太大聲，沒有受海妖的歌聲影響，在《彩虹小马：小马国女孩－彩虹摇滚》中人類世界的她為暮光閃閃等人提供了音響支援。並且在獨立MV中被大公主沒收耳機。
在漫畫裡常常被黑化，似乎是因為就算黑化也毫無殺傷力的樣子。比如被邪惡泉水砸到、或是被「有序（無序）」黑化等等。
音響擁有許多功能，包括當機車、洗碗、甚至刷牙、攪拌麵糊。
同人六主角之一。
第六季第九集提到，她在珍奇的梅哈頓分店樓上的「名媛小馬派對會所」常駐。似乎比較常出現在马哈顿。
- 迪奇·蹄（Dinky Hooves）

淺紫色身體，米黃色鬃毛的獨角獸，同人創作中一般被設定為小呆的女兒。
- 萊菈心弦（Lyra Heartstrings）

配音員：美國：阿什莉·鲍尔
是一匹水綠色身體，水藍毛的獨角獸。在《Dragonshy》一集中，有一幕是她以類似人類的坐姿坐在長凳上，因此同人創作中被設定有一些人類習性，像是想要擁有一雙手、想成為人類等。有同人认为她與邦邦是女同性恋，但在《Slice of Life》中卻被官方部分淡化。
是暮光閃閃在坎特拉城時的舊友之一。
電影《Friendship Games》的小故事中和甜心糖糖競爭工作人員。
同人六主角之一。
- 甜心糖糖/邦邦（Sweetie Drops/Bon Bon）

配音員：美國：早期無固定，S5E09後固定為安德烈娅·利布曼
是一匹黃色身體，紫粉雙色毛的陸馬，萊菈形影不離的朋友。動畫中性格有點貪小便宜，另外她一直瞞著萊菈其真正身份——「反怪獸機構」的特務。
在《彩虹小马：小马国女孩－彩虹摇滚》中和萊菈一起組團參賽（鋼琴四手聯彈）。
同人六主角之一。
- 觀察者（Observer）

只在漫畫版出現，是一匹灰色陆马，穿著灰黑色西裝跟帽子，身邊還有個公事包，可愛標誌是一副望遠鏡，橋段源於《邊緣危機》中的進化的人類（特徵是沒有毛髮，膚色慘白，並且可以穿越時空，被統稱為“觀察者”）。
原作中觀察者目的在於尋找一個適合居住的時空，一旦認為該時空是個適合他們居住的環境後，便會將之佔領，小馬版的就不清楚真正的目的是什麼了。
都會躲在某處監視著主角們，包括配角跟反派，發生任何重大事件都不會出手協助，只做觀察跟紀錄，不採取任何行動，可隨意穿越任何平行世界跟時間的能力，某些程度來說觀察者的能力超越了白胡子星璇。

#### 其他角色
- 蘋果炸餅（Apple Fritter）

是一匹米黃色身體，墨綠色棕毛的陸馬，是蘋果家族的成員之一。
- 紅心護士（Nurse Redheart）

是一匹白色身體，粉紅色棕毛的陸馬，可愛標誌是紅色十字加上四個愛心，在小馬鎮的醫院擔任護士。
- 黛西（Daisy）

配音員：美國：Andrea Libman 台灣：劉如蘋 日本：內山夕實
是一匹粉色身體，綠色棕毛的陸馬，可愛標誌是兩朵菊花。
- 羅絲（Rose）

配音員：美國：Kazumi Evans 台灣：林沛笭
是一匹白色身體，紫紅色棕毛的陸馬，可愛標誌為一朵玫瑰，是黛西的好朋友。
- 莉莉（Lily Valley）

配音員：美國：Cathy Weseluck
是一匹粉色身體，米黃色鬃毛的陸馬，可愛標誌为三朵金銀花，非常膽小。
- 焦糖（Caramel）

配音員：美國：Brian Drummond/Peter New 台灣：宋昱璁
是一匹茶色身體，棕色棕毛的陸馬，可愛標誌为三個馬蹄，有點粗心，常常會弄丟東西。
- 曲線球（Screwball）

淺紫色身體，紫和白色鬃毛的陸馬，眼孔內螺旋，可愛標誌為棒球和螺絲釘，帶著竹蜻蜓帽在空中飛，行為怪異，在第二季第二集出現。
有同人说她是無序的女兒。
- 阿草（Hayseed Turnip Truck）

配音員：美國：Trevor Devall 台灣：宋昱璁
坎特拉城的清潔工，可愛標誌是三個蕪菁，似乎与珍奇有些關係,是蘋果家族的一員。
- 小飛飛（Lickety Split）

是一匹褐色身體，米白色棕毛的陸馬，可愛標誌為一杯冰淇淋，很喜歡玩球。
- 六月（Junebug）

配音員：台灣：連婉鈞
是一匹黃色身體，橘色棕毛的陸馬，很喜歡白色跟藍色的花。
- 綠蹄先生（Greenhooves）

配音員：美國：Jayson Thiessen 台灣：宋昱璁
是一匹老馬，看起來很糊塗。
- 雷霆道（Thunderlane）

配音員：美國：Trevor Devall 台灣：宋昱璁
是一匹黑色身體，淡綠色棕毛的飛馬，可愛標誌為一朵閃電的云，愛偷懶。
- 飛飛/追雲（Flitter/Cloudchaser）

配音員：美國：Cathy Wesluck、Ashleigh Ball 台灣：劉如蘋、連婉鈞
兩匹双胞胎姐妹飛馬。
- 花見（Blossomforth）

配音員：美國：Kelly Metzger
是一匹白色身體，粉紅加緑色棕毛的飛馬，可愛標誌為一朵紅花。
- 隆隆（Rumble）

配音員：台灣：連婉鈞
是一匹白色身體，深藍色棕毛的飛馬，是飛馬雷霆道的弟弟。
- 蘆薈&芙蓉（Aloe & Loywy）

蘆薈是一匹粉紅色身體，天空藍色棕毛的陸馬，芙蓉是一匹湛藍色身體，粉紅色棕毛的陸馬，是小馬村水疗馆裡的雙胞胎老闆。
- Tealove

是一匹綠色身體，寶藍色棕毛的陸馬，可愛標誌是一個茶杯。漫畫中曾對麥托什一見鍾情，但因此和飞毛腿打了起来。於小馬鎮開了一間茶館，部分顧客認為供應的蛋糕太小。
- 碧藍海岸舞蹈團

只在漫畫出場的舞蹈團，全員都是紅色身體，橘色棕毛的男性陸馬。
- 白胡子星璇（Starswirl the Bearded）

被稱為最偉大魔法師的獨角獸。歷史角色，多次被提及，算是暮光閃閃非常崇拜的偶像。
史稱「變形咒之父」，在坎特拉皇家圖書館甚至有一整個書櫃以他命名。
《Luna Eclipsed》中暮光閃閃曾裝扮成白胡子星璇，並被月亮公主表示外形分毫不差。
發明有很多，終其一生發明超過兩百種咒語，如《It's About Time》中暮光閃閃回到過去的咒語、《Magical Mystery Cure》中搅乱紫悦五位朋友的可愛標誌的未完成咒語。
漫畫中提及《小马国女孩》中出現的魔鏡也是他的作品，並在宇宙公主的回憶中出場。當中其圖書館設計有不少參考了蝙蝠洞。
在漫畫版和電影版中的造型有一定差距。
第七季 《Shadow Play》中正式登場並和暮光閃閃等主角互動。

## 註腳
1. ↑  某些歌曲仍由李柏曼配碧琪歌聲
2. ↑  英語：同時也是一種蘋果酒的名稱

## 外部連結
- 孩之寶官方角色信息
- 孩之寶工作室官方角色信息
- Discovery Family官方角色信息（2014年10月18日從該網頁存檔）
- 互联网电影数据库（IMDb）上《彩虹小馬：友情就是魔法》的资料（英文）

Template:Navbox